# Zalakovács József
Zalakovács József (Zalaegerszeg, 1954. május 23. –) magyar festőművész, címzetes egyetemi docens.

## Életpályája
- 1981-ben szerzett diplomát a Magyar Képzőművészeti Főiskolán, mestere Gerzson Pál festőművész volt. 1980 és 1990  között a Fiatal Képzőművészek Stúdiója taga volt.
- 1980-tól a Magyar Képzőművészeti Alap tagja, és a Budapesti Műszaki és Gazdaságtudományi Egyetem Rajzi és Formaismereti Tanszékének oktatója.

## Kiállításai
- 1982 - Bemutatkozó kiállítás Zalaegerszegen
- 1981–1990 - Stúdió-kiállítások
- 1985 - Mester és tanítványai - csoportos kiállítás, Bartók 32 Galéria, Budapest
- 1990 - Önálló kiállítás, rakpArt Galéria, Budapest
- 1995 - Borszéki Zita - Zalakovács József közös kiállítása, Konzumbank, Budapest
- 1996 - Csoportos kiállítás, MÉSZ Székház Galéria, Budapest
- 2000 - A Nő: Divat - Kép - Keret - Borszéki Zita - Erdős Sándor - Zalakovács József közös kiállítása, V.A.M. Design Galéria, Budapest
- 2001 - A Nő - Közös kiállítás, rakpArt Galéria, Budapest
- 2002 - Önálló kiállítás, magán galéria, Genova, Olaszország
- 2003 - Önálló kiállítás, magán galéria, Genova, Olaszország
- 2006 - Önálló kiállítás, Boscolo Hotel, New York-palota, Budapest
- 2007 - Megérzések - Önálló kiállítás, Art Salon Társalgó Galéria, Budapest
- 2008 - Önálló kiállítás, Menta Terasz, Budapest
- 2008 - Önálló kiállítás, magán galéria, Falerone, Olaszország
- 2008 - Stílusos CSEND-ÉLET - Borszéki Zita - Zalakovács József közös kiállítása, Vászolyi Galéria, Vászoly
- 2010 - Önálló kiállítás, magán galéria, Falerone, Olaszország
- 2011 - Önálló kiállítás, Royal Diamond ékszerház, Budapest
- 2012 - Önálló kiállítás, magán galéria, Falerone, Olaszország
- 2013 - A tájkép határain - Csoportos kiállítás, Próféta Galéria, Budapest
- 2013 - Átírások - Önálló Kiállítás, Városi Hangverseny- és Kiállítóterem, Zalaegerszeg
- 2013 - Percepciók - Csoportos Kiállítás, Art Salon Társalgó Galéria, Budapest
- 2014 - Szín és Vonal - Önálló Kiállítás, MÉSZ Székház Galéria, Budapest
- 2014 - A Kezdet - Tanulmányrajzok - Önálló kiállítás, BME Rajzi Galéria, Budapest
- 2015 - Ék - Táj - Önálló Kiállítás, Hevesi S. Színház, Zalaegerszeg
- 2015 - Lágyan Feszül - Smooth Tension - Önálló Kiállítás, Három Hét Galéria, Budapest
- 2015 - Percepciók 3. evolutio - Csoportos Kiállítás, Art Salon Társalgó Galéria, Budapest
- 2016 - Percepciók 4. #artforsale - Csoportos Kiállítás, Art Salon Társalgó Galéria, Budapest
- 2016 - Borszéki Zita - Zalakovács József közös kiállítása, Faleronei Művésztelep, Falerone, Olaszország
- 2017 - Pop-up - Borszéki Zita - Zalakovács József közös grafikai kiállítása, Art Salon Társalgó Galéria, Budapest
- 2017 - Ismeretlen ismerősök — az M3 alkotásai - Közös tűzzománc kiállítás, Aulart Galéria, Budapest
- 2018 - Hungarikonok - Vasarely - Csoportos kiállítás, Erdész Galéria, Szentendre
- 2020 - Ikszek - Önálló kiállítás (Budapest 100 keretén belül), MÉSZ Székház Galéria, Budapest
- 2021 - Percepciók 5. taktilitás - Csoportos Kiállítás, Art Salon Társalgó Galéria, Budapest
- 2021 - Találkozások (szabadtéri installáció) - MAOE csoportos kiállítása, REÖK, Szeged
- 2022 - Művészettel egy jobb világért - Csoportos kiállítás a Budapesti Nemzetközi Könyvfesztivál keretében, Millenáris, Art Szalon Társalgó Galéria, Budapest
- 2023 - Kottáztatás - Önálló grafikai kiállítás, MÉSZ Székház Galéria, Budapest
- 2023 - Hungarikonok - Hetedhét Hungarikon - Zakariás - Csoportos kiállítás, Fekete Ház Galéria, Szeged
- 2023 - Borszéki Zita - Zalakovács József közös kiállítása, Faleronei Művésztelep, Falerone, Olaszország
- 2023 - Krízis - Csoportos Kiállítás, Art Salon Társalgó Galéria, Budapest

## Szakmai tevékenysége, elismerései
- 1982 óta oktat a BME Építészmérnöki Karán szabadkézi rajzot, alakrajzot, színdinamikát, 15 éve a kar oktatási bizottságának tagja, tagja az Építészmérnöki Kar Kari Tanácsának
- 1990-ben részt vett a 3-as metró informatikai rendszerének kidolgozásában és kivitelezésében. Újpest-Városkapu és Forgách utcai megállókban tűzzománc muráliái láthatók.
- 1992-ben kollégáival, felkérésre Gyöngyös belvárosának színtervét készítették el
- 1994-ben Nyíregyházi-Örökösföld Gimnázium Informatikai rendszerét tervezte és kivitelezte
- A festészet mellett reklámgrafikával is foglalkozik
- Festményei magántulajdonban, irodákban, magán galériákban találhatók
- 2012-ben munkáját az Építészmérnöki Kar Szentkirályi Zoltán díjjal ismerte el

## Külső hivatkozások
- Zalakovács József fiókja a behance.net-en